# Capilaridade

A ação capilar da água, à esquerda, em relação à do mercúrio, à direita

Capilaridade ou ação capilar é a propriedade física que os fluidos têm de subir ou descer em tubos extremamente finos. Essa ação pode fazer com que líquidos fluam mesmo contra a força da gravidade ou à indução de um campo magnético. Se um tubo que está em contato com esse líquido for fino o suficiente, a combinação de tensão superficial, causada pela coesão entre as moléculas do líquido, com a adesão do líquido à superfície desse material, pode fazê-lo subir por ele. Esta capacidade de subir ou descer resulta da capacidade de o líquido "molhar" ou não a superfície do tubo.
Ao colocarmos uma das extremidades de um tubo capilar de vidro dentro de um recipiente com água, observa-se que a água sobe no tubo e entra em repouso a uma determinada altura acima da superfície da água no recipiente. Se ao invés de água utilizar mercúrio, observa-se que o nível de mercúrio dentro do tubo capilar se estabiliza a uma distância abaixo do seu nível no recipiente. No primeiro caso, diz-se ter ocorrido uma ascensão capilar e no segundo uma depressão capilar. A explicação destes fenômenos capilares é feita com base numa propriedade associada com a superfície livre de qualquer líquido, denominada tensão superficial. (Souza, 2014).

## Etimologia
A palavra capilar, não sendo o termo médico que se refere aos vasos capilares, significa tubo estreito. A palavra capilar vem do latim capillaris, que significa "do cabelo", visto que capillus é cabelo e que caput é cabeça.

## Ação capilar
Quando um líquido entra em contacto com uma superfície sólida, este vai ser sujeito a dois tipos de forças que actuam em sentidos contrários: a força de adesão, e a força de coesão.
A força de adesão é a atração entre moléculas diferentes, ou seja, a afinidade das moléculas do líquido com as moléculas do tubo sólido. Atua no sentido de o líquido molhar o sólido.
A força de coesão é a atração intermolecular entre moléculas semelhantes, ou seja, a afinidade entre as moléculas do líquido. Atua no sentido de manter o líquido em sua forma original.
Se a força de adesão for superior à de coesão, o líquido vai interagir favoravelmente com o sólido, molhando-o, e formando um menisco. Se a superfície sólida for um tubo de raio pequeno, como um capilar de vidro, a afinidade com o sólido é tão grande que líquido sobe pelo capilar. No caso do mercúrio, acontece o contrário, pois este não tem afinidade com o vidro (a força de coesão é maior).
A tendência do líquido de subir pelo capilar resulta da diferença de pressão gerada pela interface curva entre a fase líquida e a fase gasosa. Essa diferença de pressão pode ser calculada através da Lei de Young-Laplace.

## Lei de Jurin
A ascensão de um líquido em um tubo capilar pode ser calculada pela Lei de Jurin. Essa lei estabelece que a altura h que o líquido sobe no tubo é dada por:
{\displaystyle h={\frac {2\gamma \cos \theta }{\rho gr}}}
onde γ é a tensão superficial do líquido, θ é o ângulo de contato que o líquido faz com as paredes do tubo, ρ é a densidade do líquido, g é a aceleração da gravidade e r é o raio do tubo capilar. Segundo essa lei, um líquido só pode apresentar ascensão capilar quando θ é menor que 90°, sendo máxima quando o este ângulo é igual a zero. Em contrapartida, quando θ é maior que 90°, como no caso do mercúrio em um capilar de vidro, resulta uma ascensão capilar negativa, isto é, uma descensão capilar.

Ascensão capilar

A Lei de Jurin pode ser justificada por meio da Lei de Young-Laplace e da pressão gerada por uma coluna líquida a uma profundidade h. Segundo a lei de Young-Laplace, a diferença de pressão entre as duas faces de uma superfície esférica com raio de curvatura R é dada por {\displaystyle \Delta P=2\gamma /R}. No caso de um menisco esférico em um capilar de raio r, considerações geométricas permitem deduzir que {\displaystyle r=R\cos \theta } e concluir que {\displaystyle \Delta P=2\gamma /(r/\cos \theta )=2\gamma \cos \theta /r}. Por outro lado, uma coluna líquida de altura h apresenta entre suas extremidades uma diferença de pressão de {\displaystyle \Delta P=\rho gh}. Igualando os dois ΔP e isolando h, obtém-se a equação da Lei de Jurin.
Outra maneira de demonstrar a Lei de Jurin se deve à tensão superficial e o peso da coluna líquida, já que:
{\displaystyle W=mg=\rho gV}
Igualando o componente vertical da força de tensão superficial ao peso resulta
{\displaystyle W=\rho g(\pi R^{2}h)=2\pi R\gamma cos\theta }, logo 
{\displaystyle h={\frac {2\gamma cos\theta }{\rho gR}}}.